# カンペール (企業)
カンペール(Camper 英語: [ˈkæmpər]; カタルーニャ語: [kəmˈpe])は、スペイン・バレアレス諸島州インカ（マリョルカ島）に拠点を置く靴製造企業。camperとは「田舎の」や「素朴な」を意味する。
左右非対称の靴、奇抜な彩色の靴などで知られている。カンペール・ブランドの靴は世界中に流通しており、ホテルやレストラン業界にも進出している。マリョルカ島には靴や皮革製品のメーカーが多数あり、インカにはロトゥーセ（ロトッセ）やヤンコなども拠点を置いている。

## 歴史
17世紀から19世紀にかけてのマリョルカ島・インカ周辺ではブドウの生産が盛んだったが、ブドウの木がブドウネアブラムシによって壊滅させられ、多くの住民が皮なめしや皮革製品などの仕事に転じた。1877年、靴職人だったアントニ・フルシャーは近代的な工業生産方法を学ぶためにイングランドに渡った。アントニ・フルシャーはマリョルカ島に戻ると島民を雇い入れ、革新的な機械を用いて靴の製造を行った。後にこの企業はアントニの息子のロレンソ・フルシャーの手に渡った。
1975年、ロレンソ・フルシャーの息子であるロレンソ・フルシャー・ロセリョーが家業を引き継ぎ、企業としてのカンペールを設立した。1981年にはスペイン本土のカタルーニャ州バルセロナに初のカンペール直営店を開設した。1992年には国際化の道を歩み始め、まずはヨーロッパのイギリス・ロンドン、フランス・パリ、イタリア・ミラノに、やがてアジアの日本、台湾・台北に、さらにアメリカ合衆国・ニューヨークに直営店を開設。日本では2003年9月には日本の東京・表参道に公式ショップを開店させた。日本では多くの百貨店に販売コーナーを設けている。2000年にはロレンソ・フルシャー・ロセリョーの息子のミケル・フルシャーが経営に参画し、2011年に最高経営責任者(CEO)となった。今日のカンペールは1,000人以上の従業員を雇用している。2014年には韓国・ソウルと香港に直営店を開設した。

## 特徴
生産機能を有しないマーケティング型企業であり、カンペール自体はデザインやマーケティングに特化し、製造は外部工場に委託している。世界各国からデザイナーを招いている。ホテル業界やレストラン業界にも進出しており、バルセロナやドイツ・ベルリンにカーサ・カンペール（カンペールの家）という名称のホテルが存在する。ロトゥーセもカンペールと同じくフルシャー家が設立したブランドである。

## スポーツ大会のスポンサード
2006年と2007年にはサッカー大会のコパ・デル・レイのスポンサーとなった。2010年にはヨットレースのTP52メッドカップのスポンサーとなった。2011-12シーズンにはヨットレースのボルボ・オーシャンレースのスポンサーとなった。2013年にはヨットレースのアメリカスカップのスポンサーとなった。

## 直営店
| - バルセロナ - マドリード - パリ - ベルリン - ロンドン | - ミラノ - ニューヨーク - 東京都（渋谷区神宮前4-30-4） - ソウル - 香港 |

## 文献
- 伊藤宗彦「カンペールのサービス・イノベーション」神戸大学経営研究所, 2014年
- 西岡健一・南知恵子「カンペールにおけるグローバルブランドの市場展開: 製造小売による小売国際化と市場対応戦略」マーケティングジャーナル, 135号, pp.129-144